# Vietnamesische Fußballnationalmannschaft (U-20-Männer)
Die vietnamesische Fußballnationalmannschaft der U-20-Männer ist die Auswahl vietnamesischer Fußballspieler der Altersklasse U-20, die die Vietnam Football Federation auf internationaler Ebene, beispielsweise in Freundschaftsspielen gegen die Junioren-Auswahlmannschaften anderer nationaler Verbände, aber auch bei der U-19-Asienmeisterschaft des Kontinentalverbandes AFC oder der U-20-Weltmeisterschaft der FIFA repräsentiert. Größte Erfolge der Mannschaft sind die Teilnahmen an den Asienmeisterschaften 2002, 2004, 2006, 2010, 2012 und 2014.

## Teilnahme an Junioren- und U-20-Weltmeisterschaften
| Junioren-Weltmeisterschaft - 1977: nicht qualifiziert - 1979: nicht qualifiziert - 1981: nicht qualifiziert - 1983: nicht qualifiziert - 1985: nicht qualifiziert - 1987: nicht qualifiziert - 1989: nicht qualifiziert - 1991: nicht qualifiziert - 1993: nicht qualifiziert - 1995: nicht qualifiziert - 1997: nicht qualifiziert | - 1999: nicht qualifiziert - 2001: nicht qualifiziert - 2003: nicht qualifiziert - 2005: nicht qualifiziert U-20-Weltmeisterschaft - 2007: nicht qualifiziert - 2009: nicht qualifiziert - 2011: nicht qualifiziert - 2013: nicht qualifiziert - 2015: nicht qualifiziert - 2017: Vorrunde - 2019: nicht qualifiziert - 2023: nicht qualifiziert |

## Teilnahme an U-19/U-20-Asienmeisterschaften
| - 1959: nicht teilgenommen - 1960: nicht teilgenommen - 1961: nicht teilgenommen - 1962: nicht teilgenommen - 1963: nicht teilgenommen - 1964: nicht teilgenommen - 1965: nicht teilgenommen - 1966: nicht teilgenommen - 1967: nicht teilgenommen - 1968: nicht teilgenommen - 1969: nicht teilgenommen - 1970: nicht teilgenommen - 1971: nicht teilgenommen | - 1972: nicht teilgenommen - 1973: nicht teilgenommen - 1974: nicht teilgenommen - 1975: nicht teilgenommen - 1976: nicht teilgenommen - 1977: nicht qualifiziert - 1978: nicht qualifiziert - 1980: nicht qualifiziert - 1982: nicht qualifiziert - 1985: nicht qualifiziert - 1986: nicht qualifiziert - 1988: nicht qualifiziert - 1990: nicht qualifiziert | - 1992: nicht qualifiziert - 1994: nicht qualifiziert - 1996: nicht qualifiziert - 1998: nicht qualifiziert - 2000: nicht qualifiziert - 2002: Vorrunde - 2004: Vorrunde - 2006: Vorrunde - 2008: nicht qualifiziert - 2010: Vorrunde - 2012: Vorrunde - 2014: Vorrunde - 2016: Halbfinale | - 2018: Vorrunde - 2023: Vorrunde |

## Ehemalige Spieler
- Bùi Tiến Dũng (2014, A-Nationalspieler)
- Châu Phong Hòa (2003, A-Nationalspieler)
- Đỗ Duy Mạnh (2013–2014, A-Nationalspieler)
- Đoàn Việt Cường (2003–2006, A-Nationalspieler)
- Huỳnh Tấn Tài (2011–2012, A-Nationalspieler)
- Lê Công Vinh (2001–2003, A-Nationalspieler)
- Lương Xuân Trường (2001–2003, A-Nationalspieler)
- Nguyễn Công Phượng (2013–2014, A-Nationalspieler)
- Nguyễn Tuấn Anh (2013–2014, A-Nationalspieler)
- Nguyễn Văn Quyết (2009–2010, A-Nationalspieler)
- Nguyễn Văn Toàn (2013–2014, A-Nationalspieler)
- Phạm Thành Lương (2013–2014, A-Nationalspieler)
- Phí Minh Long (2014, A-Nationalspieler)
- Võ Huy Toàn (2011, A-Nationalspieler)
- Vũ Văn Thanh (2013–2014, A-Nationalspieler)